# Джино Барталі

Джино Барталі

Джино Барталі (18 липня 1914 — 5 травня 2000) — колишній італійський професійний велогонщик, найвідоміший італійський велогонщик до Другої Світової Війни. Барталі двічі вигравав Тур де Франс (1938 та 1948 року) та тричі — Джиро д'Італія (у 1936, 1937 та 1946 роках). Також Барталі рекордні сім разів вигравав майку «Короля Гір» Джиро д'Італія, а десятирічний проміжок між його двома перемогами на Тур де Франс і досі є найбільшим інтервалом між двома перемогами одного гонщика в історії цих змагань.

## Спортивна кар'єра
Джино Барталі народився в невеличкому містечку неподалік Флоренції. Він був багатообіцяючим велогонщиком-аматором і перейшов у професіонали 1935 року, після чого виграв етап і майку «Короля Гір» на тогорічній Джиро д'Італія. 1936 року він виграв загальний залік на Джиро разом з перемогою на класичній гонці «Джиро ді Ломбардія», проте через смерть свого брата Джуліо у гоночній аварії Джино ледве не залишив спорт.
Після тривалих вмовлянь він повернувся до велоперегонів і виграв Джиро вдруге 1937 року. Його виступ на Тур де Франс йшов непогано (він виграв етап і їхав в жовтій майці лідера), але через травми, отриманні під час падіння на одному з етапів, Барталі був вимушений зійти з дистанції. 1938 року він пропустив Джиро через фашистську диктатуру Беніто Муссоліні, проте сконцентрувався на Тур де Франс і виграв його. На жаль, через напружене становище в Європі Італія вирішила не надсилати своїх спортсменів на Тур 1939 року, через що Барталі не мав змоги захистити свій титул.
Барталі був знаменитий як спеціаліст по горних етапах і став першим, хто використав нову систему переключання передач. До того, дві доступні «зірки» передач розташовувались по різні боки заднього колеса, і для переключання між ними необхідно було зупинити велосипед і переставити заднє колесо іншим боком. Нова система дозволяла гонщику переключатись між передачами не зупиняючись.
Після Другої Світової Війни Барталі ще по одному разу виграв Джиро і Тур де Франс, причому друга перемога стала найзнаменитішою у його кар'єрі (протягом гонки Барталі поступався суперникам, але завдяки сильному виступу в горах прийшов першим). Також Барталі перемагав на таких класичних перегонах, як Мілан-Санремо, Джиро Ломбардії та Турі Швейцарії. Барталі був чотириразовим чемпіоном Італії.

## Суперництво зФаусто Коппі

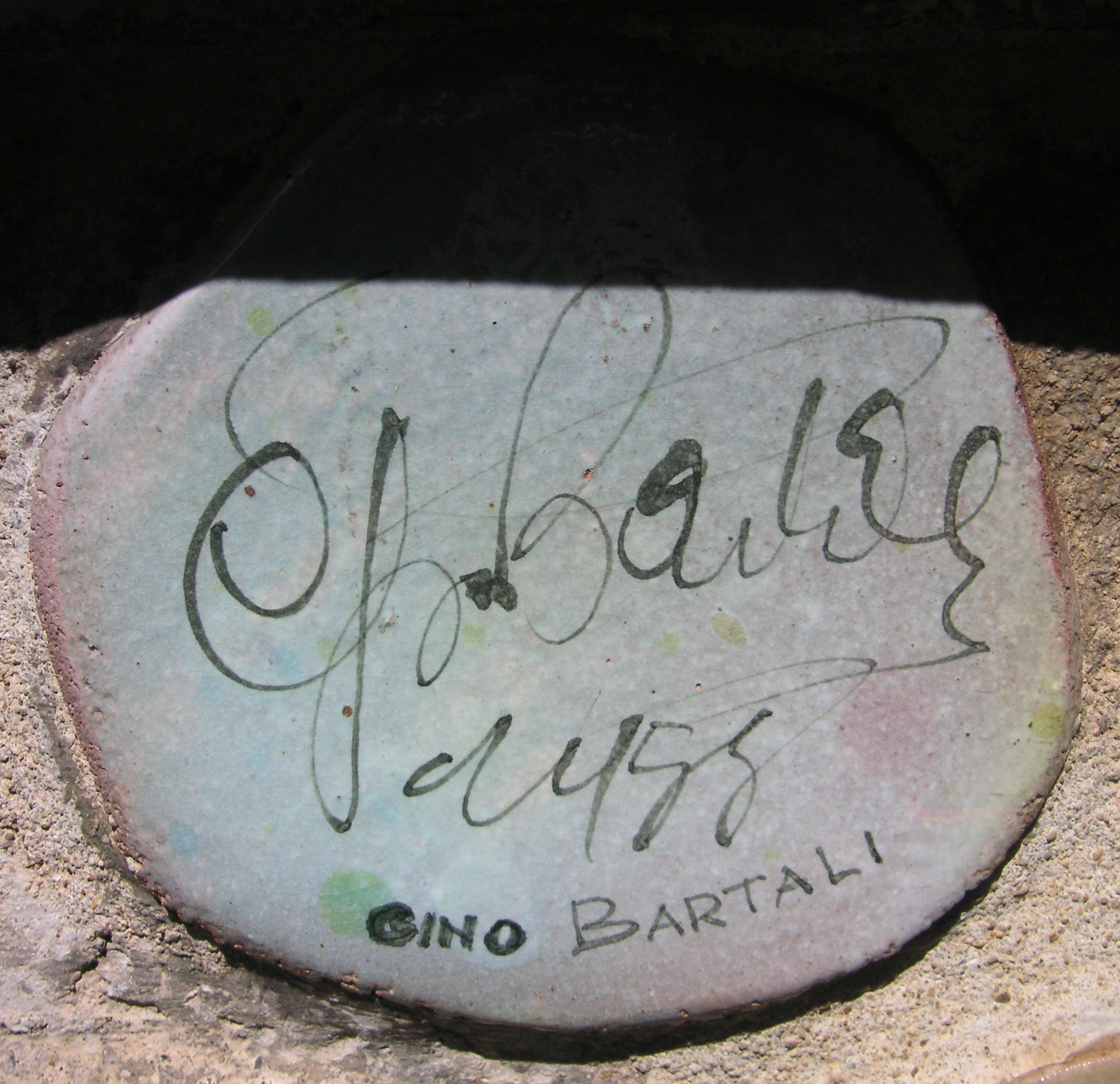
Автограф Джино Барталі

Барталі виріс у глибоко релігійній Тоскані, і через свою сильну релігійність отримав прізвисько «Набожний Джино». Казали, що він примушував своїх партнерів вибачатись, коли вони лаялись, а також наполягав на молитві перед кожною стравою. На відміну від нього, Фаусто Коппі, який багато років допомагав Барталі в гонках, виріс в набагато ліберальнішій північній Італії і взагалі не був релігійним. Через це консервативного та релігійного Барталі підтримували на аграрному Півдні, в той час як балакучий та невтомний у дослідженнях нових методик Коппі був героєм Півночі.
Тим не менш, Барталі наполягав на включенні Коппі в свою команду після сезону 1939 року, і навіть допоміг йому виграти Джиро 1940 року (після того, як падіння звело шанси самого Барталі до нуля). Суперництво Барталі і Коппі було об'єктом ретельної уваги і включило в себе багато епічних перегонів.
Коли професійні велогонки відновились 1946 року, Барталі з невеликим відривом переміг Коппі на Джиро, в той час як Коппі виграв Мілан-Санремо. Барталі двічі виграв Тур Швейцарії, ще одну гонку Мілан-Санремо і Тур де Франс 1948 року — десять років після своєї першої перемоги. Коппі ж, в свою чергу, виграв Джиро 1947 року, Джиро Ломбардії і Гран-Прі Націй.
Незважаючи на суперництво, що досягло найвищого рівня під час Джиро 1949 року (виграного Коппі), Барталі допомагав Коппі під час Тур де Франс 1949 року. Наприклад, під час гірського альпійського етап Коппі та Барталі по черзі чекали один одного під час проколів коліс, після чого Коппі віддав перемогу на етапі (разом з жовтою майкою) Барталі, який того дня святкував 35-річчя. Коппі відібрав жовту майку на наступному етапі, коли Барталі пробив колесо незадовго до фінішу, після чого зберіг її до фінішу останнього етапу в Парижі (Барталі того року став другим).
1950 року Барталі знову був лідером італійської команди на Турі (Коппі вирішив не змагатись того разу), проте через погрози з боку шалених фанатів італійська команда знялася з перегонів.

## Життя поза велоспортом
Як стало відомо вже після смерті Барталі, він був активним учасником руху Спротиву до і під час Другої Світової Війни. Він використовував своє ім’я задля допомоги євреям, що переховувались від поліції — під час своїх тренувань Барталі перевозив підробні документи.